# Соціально-гуманітарний факультет Західноукраїнського національного університету
Соціально-гуманітарний факультет ЗУНУ — факультет вищого навчального закладу України IV-го рівня акредитації в м. Тернополі. Здійснює підготовку 2 тисяч студентів на всіх рівнях вищої освіти (молодший спеціаліст, бакалавр, магістр). ЗУНУ є підписантом Великої хартії університетів.

## Історія
| [[Файл:{{{2}}}\|{{{3}}}px\|alt=\|]] |  | [[Файл:{{{4}}}\|{{{5}}}px\|alt=\|]] |
|                                     |  |                                     |

25 серпня 2020 року після створення факультету Тернопільський національний економічний університет перейменовано у Західноукраїнський національний університет, який тепер є багатогалузевим та класичним університетом.

## Структура
- Кафедра інформаційної та соціокультурної діяльності
- Кафедра освітології і педагогіки
- Кафедра психології та соціальної роботи

При кафедрах функціонує аспірантура зі спеціальностей: 029 — інформаційна, бібліотечна та архівна справа, 032 — історія та археологія, 053 — психологія, 011 — освітні, педагогічні науки. Партнерами факультету є Київський національний університет імені Т. Г. Шевченка, Державний університет телекомунікацій (м. Київ), Національний університет культури і мистецтв, Національна академія керівних кадрів культури і мистецтв, Рівненський державний гуманітарний університет, Тернопільський національний педагогічний університет ім. В. Гнатюка, Івано-франківський національний університет нафти і газу, Донецький національний університет ім. В. Стуса (м. Вінниця), Національний університет «Львівська політехніка» Національний університет «Полтавська політехніка» імені Ю. Кондратюка, Сумський державний університет Київський транспортний університет Національна металургійна академія України, Науково-дослідний інститут українознавства МОН України  та інші освітньо-наукові установи.

## Міжнародна співпраця
- Батумським державним університетом імені Шота Руставелі (Грузія),
- Католицьким університетом в Ружомберку (Словаччина),
- Вармінсько-Мазурським університетом (Республіка Польща),
- Седльцьким природничо-гуманітарним університетом (Республіка Польща),
- Вищою офіцерською школою Сухопутних військ імені генерала Тадеуша Костюшка (Республіка Польща),
- Куявсько-Поморською Вищою школою (Республіка Польща),
- Папським Григоріанським університетом (Італія),
- Вищою школою управління та менеджменту (Республіка Польща),[6]
- Балтійською міжнародною академією (Латвія),
- Університетом Матея Бела (Словаччина),
- Вищою школою Єврорегіональної економіки (Республіка Польща).[7]

## Співпраця
- Тернопільська обласна універсальна наукова бібліотека;
- Комунальне некомерційне підприємство «Тернопільська обласна клінічна психоневрологічна лікарня»;
- Тернопільський районний центр соціальних служб для сім'ї, дітей та молоді;
- Головне управління Пенсійного фонду України в Тернопільській області;
- Комунальне некомерційне підприємство «Тернопільський Обласний Спеціалізований Будинок Дитини»;
- ГО «Інтелектуальний штаб громадянського суспільства»;
- Соціологічна асоціація України;
- ГО Асоціації психологів України «Разом заради майбутнього»;
- Департамент соціального захисту населення Тернопільської обласної державної адміністрації;
- Управління соціальної політики Тернопільської міської ради;
- Державний архів Тернопільської області;
- ГО «Тернопільська кінокомісія»;[8][9][10]
- Тернопільська обласна бібліотека для молоді;
- Відкритий міжнародний університет розвитку людини «Україна»;
- Тернопільський регіональний центр перепідготовки та підвищення кваліфікації державних службовців;
- Управління культури Тернопільської обласної державної адміністрації;
- Вінницький гуманітарно-педагогічний коледж;
- Дрогобицький механіко-технологічний коледж.
- Факультет наук про здоров'я Українського католицького університету[5]

## Мистецьке життя
При університеті діє Народний художній театр пісні «Для тебе» — створений у 2007. У складі театру пісні — молодіжні гурти «Струни серця», «Горизонт», «Елегія», дитячі гурти «Кралечки» і «Краплинки».

## Проєкт «Озеленення України»
Акція «1 000 000 дерев за 1 день» належить до проєкту «Озеленення України». Західноукраїнський національний університет покращує екосистему міста. Дуб червоний, дуб звичайний, модрина, ялина, сосна звичайна з'явилися цьогоріч у лісах області. Висадка дерев відбулася на території студмістечка ЗУНУ з дотриманням усіх протиепідемічних заходів. За 17 жовтня посадили 95 дерев.
Дерева висадили студенти, випускниця університету та почесний консул Угорщини в Тернополі Тетяна Чубак, ректор ЗУНУ Андрій Крисоватий, гендиректор ТРЦ «Подоляни» Михайло Ібрагімов та інші волонтери.

## Періодичні видання
На факультеті виходить науковий журнал «Гуманітарні студії: історія та педагогіка».

## Галерея

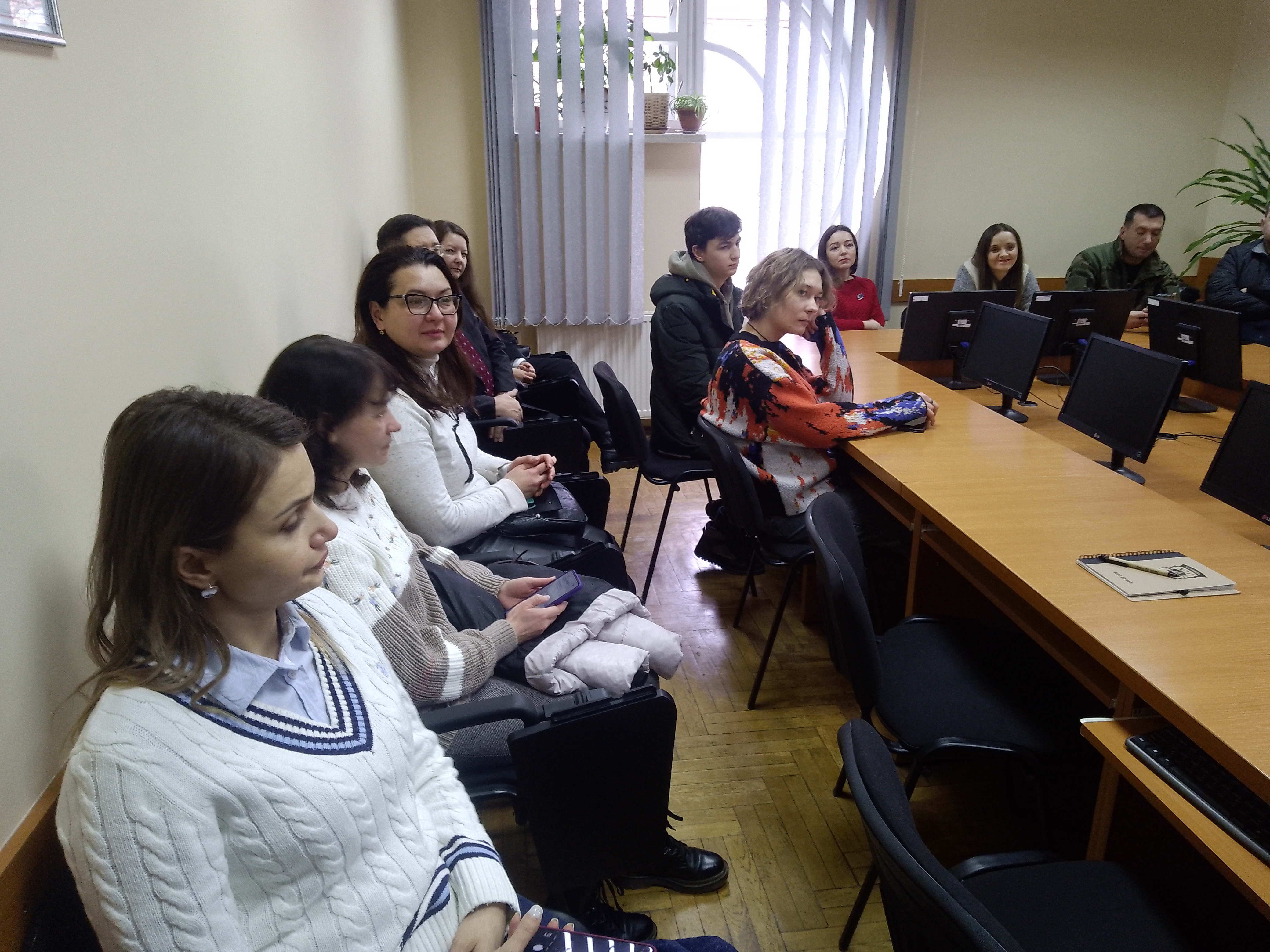
Білорусь, медіа і журналістика